# Ambositra
Ambositra är en stad och kommun i regionen Amoron'i Mania i den centrala delen av Madagaskar. Kommunen hade 41 078 invånare vid folkräkningen 2018, på en yta av 15,32 km². Den ligger mellan städerna Antsirabe och Fianarantsoa, cirka 185 kilometer söder om Antananarivo. Ambositra är huvudort i regionen Amoron'i Mania.